# 尤德爾 (密蘇里州)
尤德爾（英語：Udall）是位於美國密蘇里州歐扎克縣的非建制地區。

## 歷史
尤德爾的郵局於1885年設立，其後於2003年停運。

## 地理
尤德爾所處的海拔為高於海平面260米（即853英呎），而該地所採用的時區為UTC-6，即北美中部時區（CST）。同時該地設有夏令時間，為UTC-6調快一小時，即UTC-5（CDT）。